# 暖男爸爸
《暖男爸爸》（英語：Single Papa）是由榕樹頭製作有限公司拍攝及製作的電視劇。本劇由鄭中基、張可頤、文凱玲、章尾而、強　尼、陳俞希、邵仲衡主演，姬素·孔尚治和余香凝特別演出。製作特輯《暖男爸爸製作特輯》則在2020年10月25日22:45－23:00於ViuTV播映。

## 故事大綱
林世榮（鄭中基飾）是一位38歲的單親爸爸。在妻子意外離世後，獨力照顧兒子「暴龍哥」，並經營便利店Konbini Mart。阿榮與兒子相依為命，漸漸變成一位懂得愛和付出愛的「暖男」。
阿榮因妻子生前購買的人壽保險，認識了保險顧問羅芷明（張可頤飾）。兩人因各自的人生經歷，成為無所不談的好朋友。事業有成兼且經歷過婚姻失敗的芷明，雖然早已打消再次結婚的念頭，但因阿榮溫暖、和藹的性格，重新思考結婚的意義。
阿榮幫過不少人，與身邊的女性結下不解緣，然而他從未放下對亡妻的思念。阿榮與這些女性朋友的關係變得錯綜複雜時，發現自己與芷明之間建立微妙的默契。

## 演員表

### 主要演員
| 演員                | 角色      | 備註 |
| 鄭中基              | 林世榮    | 阿榮、榮哥（阿V專稱） Konbini Mart之老闆 暴龍哥之父親 於第一集出場 波哥之兒子 鰥夫、單親爸爸 容易喝醉酒 喜歡高達模型 兒時在彩雲邨居住 生母懷疑曾被男朋友家暴；由於該人在家暴前，為了支開自己而讓其下樓買雪糕，所以兒時討厭吃雪糕 曾任AMPM MART便利店員工，並在該便利店認識同為員工的余超瓊 曾與Lantau一起組樂隊，故經常交給妻子照顧暴龍哥 妻子去世後，應其保單要求，開設一間便利店及購買一份人壽保險 曾為向朋友還錢而考慮兼任保險從業員 在電競遊戲中認識蛋捲，兩人於第十五集首次見面 經常隱藏自己的情緒；認為心理上需要協助的只有暴龍哥，自己沒有情緒問題 曾讓暴龍哥（3歲版）接受Leah的遊戲治療；於第七集再次讓暴龍哥（5歲版）接受Leah的遊戲治療 於第十一集欲服用安眠藥，試圖自殺 於第十三集承認和余超瓊奉子成婚 於第十四至十八集夢見自己的喪禮場面 於第十九集承認會刻意服用抗抑鬱藥，令自己出現幻覺後看到余超瓊；同集因為羅芷明提供的影片，知道余超瓊的心底話而釋懷 於第二十集終因釋懷余超瓊離去的事實，而在幻覺中和余超瓊做最後道別                                                             |
| 張可頤              | 羅芷明    | Sharon、阿姐（下屬專稱） 保險從業員 金博雅之前妻 Bianca、Rose、Queenie、Jesse之上司 有潔癖 討厭男士說謊 愛吃桑寄生蓮子蛋茶 喜歡煮食、打機、「樹獺小姐」 曾修讀心理學，略懂解讀身體語言 一直跟進余超瓊的保險及林世榮的人壽保險 對另一半要求嚴格，金博雅因此有坐在馬桶如廁的習慣 與金博雅相處後，認為男士假裝聆聽對方說話 因不能接受金博雅出軌，傷害彼此感情而離婚；和他辦理離婚手續期間，在酒店暫住，並拜託林世榮購買日常用品給自己 由於獨居，家中有由林世榮送贈，教授個人急救知識的月曆；曾考慮在家中安裝平安鐘 於第一集出場 於第十六集得知金博雅與Bianca私下有聯絡 於第十七集駕車時發現金博雅和Bianca同行於路上 於第十九集被Bianca轉告而得知金博雅腦內有腫瘤，並知道自己和金博雅離婚後他的保險受益人仍然為自己 於第十九集因無法接受金博雅離世而隱居家中沉醉於遊戲以逃避現實，後得到林世榮的鼓勵而重新振作；同集在公司活動策劃的備選影片中發現余超瓊生前錄製的影片，並交給林世榮觀看 於第二十集接到Bianca（新娘）拋出的花球，在劇終和林世榮道出自己的心路歷程，表示自己也得到釋懷，決定享受當下 |
| 崔俊熙 （嬰兒版）   | 暴龍哥    | Rex 林世榮之兒子 波哥之孫兒 小英之幼稚園同學 生日為5月12日 兒時不知道母親已去世，亦不明白死亡的意思 在父親面前會隱藏自己的情緒，接受遊戲治療時才會表達出來 5歲版於第一集出場，3歲版於第二集出場，嬰兒版於第七集出場 於第二十集被交代即將升讀小學一年級 |
| 賴柏綸 （3歲版）    | 暴龍哥    | Rex 林世榮之兒子 波哥之孫兒 小英之幼稚園同學 生日為5月12日 兒時不知道母親已去世，亦不明白死亡的意思 在父親面前會隱藏自己的情緒，接受遊戲治療時才會表達出來 5歲版於第一集出場，3歲版於第二集出場，嬰兒版於第七集出場 於第二十集被交代即將升讀小學一年級 |
| Jasper Ho （5歲版） | 暴龍哥    | Rex 林世榮之兒子 波哥之孫兒 小英之幼稚園同學 生日為5月12日 兒時不知道母親已去世，亦不明白死亡的意思 在父親面前會隱藏自己的情緒，接受遊戲治療時才會表達出來 5歲版於第一集出場，3歲版於第二集出場，嬰兒版於第七集出場 於第二十集被交代即將升讀小學一年級 |
| 章尾而              | 阿 E      | 鄭姓 Konbini Mart之女員工 曾任餐廳侍應 蝦條之中學同學 與父母吵架而離家出走 曾獲大學取錄，但最終決定不在大學讀書 下班後於網吧寄居 原為Chok之女朋友；於第一集被他騙財，並懷疑他有外遇，於第三集分手 略懂武術；於第八集被打算打劫的其中一位醉漢掌摑，在Konbini Mart的閉路電視鏡頭前乖乖向兩位醉漢交出收銀機的現金，事後痛打二人，並警告對方不要再踏足Konbini Mart半步 於第十一集被告知父親在未經自己同意下，自己成為他的高利貸擔保人，此後被迫背負40萬元債務 於第二十集因為蛋家強被捕，無須還債 |
| 陳俞希              | Bianca    | Caca（同事專稱）、B小姐（羅芷明、林世榮私下專稱） 保險從業員 羅芷明之下屬 酒店管理碩士生 早年得知父親對母親不忠，導致家庭支離破碎；後來因父親破產，和前男友分手，故對愛情缺乏安全感 曾在父親的公司工作，後因他破產而投身保險業 於第一集出場 於第八集成為Lantau之性伴侶 於第九集陪同Lantau入院 一直跟進金博雅的保險，而得知他有不治腦瘤並會前往荷蘭寧養 第十八集得知金博雅已逝世，受情緒困擾而缺勤，於第十九集把金博雅前往荷蘭寧養並逝世一事告知羅芷明 於第十九集被在交友程式認識的男士勒索，幸得Lantau拯救 於第二十集與Lantau結婚 |
| 文凱玲              | Ling      | 美容院技師 小英之母親 懂得自製精油、乳霜、凝膠等護膚品 伴侶曾為警察，習慣家暴；因難以忍受他家暴而離開他，成為單親媽媽 和小英在劏房居住 於第一集出場 於第十三集因疲勞過度發高燒而入院 於第十六集得知自己工作的美容院倒閉，並深信美容院的老闆娘已跑路 於第十七集鼓起勇氣，明確與阿勇劃清界線，拒絕他一家團聚的要求並斥退其 於第二十集碰見Carol，但拒絕與她合作 |
| 邵仲衡              | 金博雅    | Roger King 獨生子 原名甘家豪；破產後聽從律師的建議，改名金博雅 羅芷明之前夫 曾移居至多倫多，於第一集回港 喜愛吃紅豆沙、芝麻糊、合桃露 因羅芷明的要求而有坐在馬桶如廁的習慣 曾和Ted父親有生意往來 曾向羅芷明訛稱自己在貝德福商學院畢業，被她揭穿後承認自己從未讀過大學 娶羅芷明前曾經結婚，並育有一女 於第一集跟羅芷明借十萬元，並於第二集還款 於第五集透露自己在港開設網絡科技公司 於第十九集被交代自己患上不治腦瘤，已前往荷蘭寧養逝世，並將自己的保險賠償、資產及物業等留給羅芷明 |
| 強 尼               | Lantau Ho | 汽車推銷員 生日為3月11日 兒時在彩雲邨居住 生母在自己4歲的時候因被追債而跑路，從此與父親相依為命 林世榮之中學同學兼好朋友，兩人曾一起組樂隊 曾暗戀余超瓊 林世榮喪妻後，曾為他打理家務 曾有三位女朋友，於第四集被Wing揭穿他「一腳踏三船」並聯合另外兩位女朋友聲討；同集承認自己因為缺乏愛和安全感「一腳踏三船」，最終跟所有女朋友分手 於第八集成為Bianca之性伴侶，後對她動心 於第九集入院，證實有「小中風」 於第十九集得到Jesse提點，鼓起勇氣向Bianca示愛 於第二十集與Bianca結婚 |

### 其他演員（按出場集數排列）
- 此名單不完整

| 演員                       | 角色             | 備註 |
| 李建邦                     | 阿 V             | Victor Konbini Mart之男員工 經常偷窺女顧客，被Queenie當成變態 暗戀Queenie 於第一集出場 |
| 曾贊學                     | Chok             | 攝影師 蝦條之哥哥 原為阿E之男朋友；於第一集騙她兩萬元，並被揭發有外遇，於第三集分手。事後詆毀阿E騙走他朋友兩萬元及被林世榮追求 於第十五集回憶片段交代相戀經過 |
| 岑樂怡                     | Carmen           | 暴龍哥、小英之幼稚園教師 男朋友為Matt 喜歡在便利店吃東西前拍照，然後將照片上載至社交平台 於第一集出場 於第十六集在阿E的協助下解鎖男朋友的手機，故得知他出軌 於第二十集刪除社交平台帳戶 |
| 蔡寶欣                     | Rose             | 保險從業員 已婚 羅芷明之下屬 於第一集出場 於第十集懷疑丈夫出軌（公司同事早已察覺此事），但不願意離婚 |
| 王頌茵                     | Queenie          | 保險從業員 羅芷明之下屬 視阿V為變態 於第一集出場 |
| 陳子豐                     | Jesse            | 保險從業員 羅芷明之下屬 於第一集出場 |
| 逸思                       | Ruby             | 羅芷明之公司秘書 Ted之舊同學 已婚（丈夫為公務員），但對婚後生活不滿 於第一集出場 |
| 駱振偉                     | Ted              | Wilfred Lui之兒子，雷氏集團少爺 富二代兼創業家 Ruby之舊同學 喜歡羅芷明 曾為聖約翰救傷隊隊員，懂得急救 不聞人間疾苦，被戲稱為「投胎界KOL」 於第一集邀請羅芷明擔任其新公司的行政總裁，但被拒 自己的公司於第七集與羅芷明所屬的保險公司合辦兒童精神健康活動 |
| 黃子睿 （3歲版）           | 小 英            | Ling之女兒 幼稚園高班學生 暴龍哥之幼稚園同學 曾經打其他幼稚園同學 於第一集出場 |
| 葉千浿 （5歲版）           | 小 英            | Ling之女兒 幼稚園高班學生 暴龍哥之幼稚園同學 曾經打其他幼稚園同學 於第一集出場 |
| 李昭南                     | Nami             | 推拿按摩師 與丈夫分居 在林世榮上夜更時替其照顧暴龍哥 於第一集出場 |
| 孫詠軒                     | Nami兒子         | 父母分居中，暫與父親居住 於第一集出場 |
| 李梓同                     | 便利店客人母     | 於第一集抽到未有的「星期一返工樹獺仔」 |
| 陳 雋                      | 便利店客人仔     | 於第一集抽到未有的「星期一返工樹獺仔」 |
| 陳美姍                     | 義工陳太         | 於第一集出場 |
| 羅家文                     | 餐廳經理         | 於第一集出場 |
| 阮瑞峰                     | 高級餐廳侍應     | 於第一集出場 |
| 香凝                       | 超瓊             | 鯨魚（林世榮、Lantau專稱） 孤兒 林世榮之亡妻 暴龍哥之亡母 生前為AMPM MART便利店員工，並在該便利店認識同為員工的林世榮 死後留下受益人為林世榮的一份保險，當中要求部分賠償必須讓林世榮開設一間便利店及購買一份人壽保險 喜愛繪畫，有一本紀錄和林世榮、暴龍哥生活點滴的畫冊 生前會定期探望波哥 於第一集出場，只存在於林世榮的回憶及其幻想中 於第十二集被交代因交通意外身亡 於第十九集被交代自己死於生日前一天 於第二十集因林世榮已接受她離去的事實而在林世榮的幻覺中消失 |
| 譚凱倫                     | 古董店東主       | 曾嘗試自殺，右手手腕有傷痕 經營的古董店在第二集（暴龍哥快四歲時）結業 於第二集出場 |
| 沈殷怡                     | Kat Yeung        | 已婚、育有一子 曾為羅芷明與金博雅之間的第三者，最終因不滿金博雅對自己不著緊而分手；現已與金博雅完全斷絕關係 於第二集出場 |
| 李峰宏                     | 餐廳白襪男       | 於第二集出場 |
| 胡春梅                     | 餐廳白襪男女友   | 於第二集出場 |
| 李振昌                     | 餐廳買咖啡男     | 於第二集出場 |
| 黎蘊之                     | 餐廳買咖啡男女友 | 於第二集出場 |
| 何偉明                     | 小 丑            | 於第二集出場 |
| Crisel Consunji            | Leah             | 遊戲治療、兒童心理學畢業 遊戲治療導師 已婚，曾育有一女 女兒因交通意外昏迷時，曾反對去除其維生裝置，更因此和丈夫、醫院對簿公堂，但最終敗訴；女兒因被去除維生裝置而離世，之後亦和丈夫離婚 為了女兒而留居香港，致力協助心靈受創傷的兒童 曾為暴龍哥之幼稚園英文教師 於第二集出場 於第十二集原諒當年撞死自己女兒的司機 |
| 張嘉琪                     | 手工藝老師       | 於第二集出場 |
| 張宏州                     | Kat老公          | 於第二集出場 |
| 羅沛琪                     | Carol            | Ling工作的美容院Carol Beauty之老闆 為人揮霍，去旅行要坐商務艙 表面上視Ling為姊妹，但不理會她照顧子女的需要而壓搾她（懷疑是因為投資失利而壓搾Ling） 於第三集出場 於第六集責備Ling沒有向顧客推銷Carol Beauty套票，並聲稱市道不佳，故想將Ling原先的月薪改成一半為底薪，一半為向顧客推銷套票的佣金；同集拒絕Ling星期二、四提早下班的請求，更在其背後向顧客說其壞話 於第十四集再責備Ling沒有向客人推銷套票，並要求她該月的業績須比以往增加一倍 於第十六集在毫無徵兆下將Carol Beauty結業並被懷疑跑路 於第二十集碰見Ling，聲稱公司沒有倒閉，但她已另外自立門戶，並欲貶低Ling令她接受其替其工作的邀請但被拒 |
| 劉芷悠                     | 伍小清           | 小英及暴龍哥的同學 受母親影響，經常嘲笑暴龍哥沒有媽媽 於第三集出場 於第十八集被交代在父母被捕一事處理妥當前，將會在兒童收容所逗留 |
| 袁綺雯                     | 小清母           | 小清之母親 為人無禮，嘲諷暴龍哥和小英單親家庭的出身 於第三集出場 於第十八集跟丈夫懷疑因商業案件，在台灣被捕 |
| 楊靜文                     | Phoebe           | Carol Beauty顧客之一，後成為Ling之熟客和朋友 於第三集出場 |
| 余秀玲                     | 美容院王小姐     | 自稱「關鍵意見領袖」 於第三集未有預約便要求使用Carol Beauty「248促銷套餐」，並要脅美容院不做自己的生意就會詆毀美容院 |
| 莫玲玲                     | 美容院接待員     | 於第三集出場 |
| 朱玉卿                     | 大排檔老闆娘     | 於第三集出場 |
| 丘 文                      | 大排檔老闆       | 於第三集出場 |
| 楊偲泳                     | Wing             | 前女警 Lantau之其中一位女朋友 於第四集出場 |
| 伍熹賢                     | Suki             | 咖啡店員工 文青少女 Lantau之其中一位女朋友 於第四集出場 |
| 陳欣妍                     | Jennifer         | 辦公室女郎 Lantau之其中一位女朋友 於第四集出場 |
| 董嘉儀                     | BeeBeeBB         | 直播主 將Lantau「一腳踏三船」的事以網上直播形式公諸於世 於第四集出場 |
| JAYWalker                  | JAYWalker        | 街頭藝人 於第四集獲得林世榮送贈的他 |
| 張嘉奇                     | 地產經紀         | 於第四集為林世榮尋找舖位 |
| 鄭恩豪                     | 龐先生           | 阿琳之新歡 於第五集出場 |
| 張同祖                     | 糖水舖老闆       | 於第五集因老闆娘去世而結束糖水舖生意，並準備前往加拿大和女兒安享晚年 |
| 劉家儀                     | 糖水舖老闆娘     | 於第五集被老闆交代，在睡夢中心臟病發去世 |
| 杜 信                      | Rocky仔          | 羅芷明之外甥 曾獲羅芷明送贈的高達模型 與羅芷明在遊戲「無雙」中組隊 於第五集出場 |
| 陳穎妮                     | 榮前女友阿琳     | 於第五集出場 |
| 鄺師敬                     | 網吧店員         | 於第五集出場 |
| 呂永存                     | CID              | 於第五集出場 |
| 徐錦源                     | CID              | 於第五集出場 |
| 趙國強                     | CSI              | 於第五集出場 |
| 陳為銓                     | CSI              | 於第五集出場 |
| 曹英發                     | 芷明父           | 於第五集出場 |
| 彭美嫦                     | 芷明母           | 於第五集出場 |
| 盧海鷹                     | 芷明弟           | 於第五集出場 |
| 陳 嫣                      | 芷明妹           | 於第五集出場 |
| 趙善茹                     | 幼稚園老師       | Carmen之同事 於第六集出場 |
| 林輝文                     | 何 太            | Carol Beauty顧客之一，後成為Ling之熟客和朋友 於第六集出場 |
| 顏嘉誼                     | 幼稚園面試職員   | 於第六集出場 |
| 游麗敏                     | 幼稚園面試職員   | 於第六集出場 |
| 鍾恩祺                     | 幼稚園面試職員   | 於第六集出場 |
| 鄭悻琼                     | 幼稚園面試職員   | 於第六集出場 |
| 李善敏                     | 幼稚園面試職員   | 於第六集出場 |
| 譚汝康                     | 外判清潔工       | 於第六集出場 |
| 許浚淇                     | 車行客人         | 於第六集出場 |
| Crosson Chole Ann Arquilla | Emily            | Leah之女兒 於第七集被交代因交通意外而昏迷，最終被作為醫生的父親入稟法院，宣判去除其維生裝置而離世，死時只有三歲 |
| Chaib Nil                  | Rick             | 醫生 Leah之丈夫 於第七集出場 |
| 劉少君                     | 祥哥             | 於第七集出場 於第十二集表示在Leah女兒的車禍後感內疚，決定自己以後都不駕車 |
| 楊英偉                     | John             | 於第七集出場 |
| 鄺旨呈                     | Busking男        | 於第七集出場 |
| 蔡浩                       | Busking男        | 於第七集出場 |
| 吳秋彤                     | Busking女        | 於第七集出場 |
| 柳俊江                     | Brandon          | 金博雅之好朋友 喜歡羅芷明 羅芷明,金博雅之家庭朋友 曾邀請羅芷明及金博雅出席飯局，更特意為羅芷明提早慶生 於第九集出場 於第十二集向羅芷明贈送與畫家愛德華·霍普有關的紀念品，並邀請對方陪自己看該畫家的展覽，但邀約被拒 |
| 蛋捲                       | 蛋捲             | 於第八集出場 在電競遊戲中認識林世榮，兩人於第十五集首次見面 同為本劇之電競遊戲顧問 |
| 陳映樺                     | 酒吧侍應         | 於第八集出場 |
| 潘慶恩                     | 醉酒男           | 於第八集出場 |
| 李生衍                     | 醉酒男           | 於第八集出場 |
| 陳德森                     | Bianca爸         | 被老婆發現出軌後離婚，公司其後出現問題，最終破產 曾經中風 於第九集出場 |
| 陳桂芬                     | Bianca母         | 因丈夫對自己不忠及知道他即將破產而離婚；離婚後，跟另一個男人前往澳洲，此後從未返港 於第九集出場 |
| 陳郁憲                     | Jonathan         | Bianca之前度男朋友 於第九集出場 於第十集因自己的父親怕Bianca父親破產會影響他的生意而要求他和Bianca分手 |
| 曾善婷                     | 蝦 條            | Chok之妹妹 阿E之好朋友 曾在酒吧當兼職員工 相比哥哥，更著緊阿E 於第九集出場 於第十集跟蹤中出 於第十一集以電槍電暈中出 於第十八集向阿E道別，指自己不想再纏住其他人 |
| 吳國麟                     | 中 出            | 黑社會成員，名號聲稱是隨機抽取 曾在阿E蝦條等人就讀中學任暑期工，並在那時對阿E動心 曾在於第九、十集跟蹤阿E 於第十一集指阿E父親向自己的老大借錢，但無力償選，故要求作為擔保人的阿E還債 於第十二集因債主未能償還債務，將自己的愛車轉售給朋友 第十九集起和阿E關係曖昧 名字影射：香港中華出入口商會(但因名字在粵語有性暗示，在角色提到名字時字幕不會顯示出來) |
| 黃紫蓉                     | Ashley           | 金博雅和前妻所生之女兒，仍有和金博雅聯絡 於第九集出場（當時被稱為「金博雅旁的少女」） |
| 羅頌欣                     | 護 士            | 於第九集出場 於第十四集出場 於第十九集出場 |
| 鍾潔嵐                     | 洛嘉玲           | 前財經新聞主播 Bianca父親破產兼中風後，辭職照顧他，為他支付所有醫療費 於第十集出場 |
| 劉 江                      | 波 哥            | 林姓 黑社會前老大 老年患上認知障礙症及中度抑鬱症，被一名牧師送往老人院，並被有勢力人士資助他長居老人院 於第十集出場 於第十一集要求林世榮找自己的老婆和兒子 於第二十集離世，並把遺物拐杖和彩票贈予林世榮 名字影射：宋波（劉江於《人在江湖》飾演的角色名稱） |
| 謝志豪                     | 侍酒師           | 於第十集出場 |
| 潘文惠                     | Gary             | 於第十集出場 |
| 李焯寧                     | 石姑娘           | 於第十集出場 |
| 羅永昌                     | E 父             | 反對女兒讀大學，並曾因她偷錢繳學費而與妻子一起毆打她，導致她離家出走 於第十一集希望阿E為自己還債 |
| 杜麗雲                     | E 母             | 反對女兒讀大學，並曾因她偷錢繳學費而與丈夫一起毆打她，導致她離家出走 於第十一集因丈夫欠債而和他分居，並希望阿E替父親還債 |
| 黎苓妃                     | 嬰兒店媽媽       | 於第十一集出場 |
| 王崇名                     | 榮BAND友         | 於第十一集出場 |
| 杜偉文                     | 榮BAND友         | 於第十一集出場 |
| 謝偉傑                     | 蛋家強           | 中出之老大 於第十二集出場 於第二十集被捕 |
| 蘇偉蘭                     | 茶餐廳老闆娘     | 於第十二集出場 |
| 王仕昌                     | 茶餐廳食客男     | 於第十二集出場 |
| 林藹瑩                     | 茶餐廳食客女     | 於第十二集出場 |
| 黃卓威                     | 華 B             | 於第十二集出場 |
| 梁傑凱                     | 收數打手         | 於第十二集出場 |
| 陳炳銓                     | 常勇武           | 前警察 小英之父親，但並非Ling之丈夫 習慣家暴，因而惹來其他警察處理；最終因以假證物換真證物而被判入獄，於第十四集被交代已出獄 出獄後騷擾Ling及小英，要求她們與自己一家團聚 於第十三集出場 於第十六集透露自己有情緒問題，有社工跟進自己的個案 於第十七集懷疑林世榮和Ling在一起，並向林世榮潑熱飲，最終被Ling斥退 |
| 黃根鳴                     | 程醫生           | 於第十三集出場 |
| 區梓萱                     | 展覽會接待員     | 於第十三集出場 |
| 白健恩                     | 小清父           | 伍小清之父親 於第十四集出場 於第十八集跟妻子懷疑因商業案件，在台灣被捕 |
| 陳露顏                     | Auntie May       | Ted之母親 於第十五集在兒子面前暗諷羅芷明已離婚 |
| 周銳明                     | Uncle Gordon     | Auntie May之朋友 認識金博雅 於第十五集出場 |
| 蔡宛珊                     | Charlotte        | Ted之姊姊 於第十五集出場 於第十六集暗地裡警告羅芷明不要繼續與Ted交往 |
| 李芷青                     | Emma             | Ted之青梅竹馬 於第十五集出場 |
| 歐定忠                     | 模型店老闆       | 於第十六集出場 |
| 區嘉雯                     | Mona             | 於第十六集出場 |
| 林楚涵                     | 楚楚             | 阿E、蝦條之同學 在學校因多宗自殺案，對學生在校演奏歌曲實施限制時反抗學校；最終被踢出校，並於該天跳樓身亡 原先演出本角色的演員在2020年6月19日自殺身亡，本角色為導演懷念她的角色；第十八集結尾有哀悼該演員的字樣 |
| 顔健雄                     | 放蛇警           | 於第十八集出場 |
| 陳俊賢                     | Joe              | 透過交友程式認識Bianca 於第十九集聲稱有Bianca睡覺時的裸照勒索她 |
| 陳卓華                     | CID              | 於第十九集出場 |
| 鍾婉儀                     | CID              | 於第十九集出場 |
| MC Jerry                   | 婚禮主持         | Lantau之小學同學 於第二十集出場 |
| 邱卓朗                     | 小Lantau         | 於第二十集出場 演員名單錯誤顯示為「小強尼」 |
| 黃家明                     | CID              | 拘捕蛋家強 |
| 鄭曉男                     | 進進             | 於第二十集出場 |
| 張芷瑄                     | 小Bianca         | 於第二十集出場 |

## 每集列表
| 集數   | 首播日期 | 標題               | 備註              |
| ------ | -------- | ------------------ | ----------------- |
| 2020年 |          |                    |                   |
| 01     | 10月26日 | 獨力照顧兒子       |                   |
| 02     | 10月27日 | 參加親子營         |                   |
| 03     | 10月28日 | 互相提點安慰       |                   |
| 04     | 10月29日 | 渣男研討會         | 沒有主題曲        |
| 05     | 10月30日 | 獨身生活           | 純音樂主題曲      |
| 06     | 11月2日  | 逐漸建立默契       | 沒有主題曲        |
| 07     | 11月3日  | 內心充滿不安       |                   |
| 08     | 11月4日  | 變成朋友           |                   |
| 09     | 11月5日  | 永遠的家人         | 純音樂主題曲      |
| 10     | 11月6日  | 及早抽身           | 純音樂主題曲      |
| 11     | 11月9日  | 身份神秘           | 純音樂主題曲      |
| 12     | 11月10日 | 撲朔迷離的遊戲     | 純音樂主題曲      |
| 13     | 11月11日 | 迷惘               | 純音樂主題曲      |
| 14     | 11月12日 | 深層次矛盾         | 純音樂主題曲      |
| 15     | 11月13日 | 永遠不會忘記的生日 | 純音樂主題曲      |
| 16     | 11月16日 | 意外的事情         | 結局篇            |
| 17     | 11月17日 | 別開生面的約會     | 結局篇            |
| 18     | 11月18日 | 引起不安           | 結局篇            |
| 19     | 11月19日 | 人生最低點         | 結局篇 沒有主題曲 |
| 20     | 11月20日 | 各自的功課         | 大結局 沒有主題曲 |

官方社交網站番外篇
| 集數   | 首播日期 | 標題                 |
| ------ | -------- | -------------------- |
| 2020年 |          |                      |
|        | 11月18日 | 阿Ling與阿勇相識     |
| ep1    | 11月19日 | 阿V與Queenie的小劇場 |
| ep2    | 11月21日 | 阿V與Queenie的小劇場 |
| ep3    | 11月22日 | 阿V與Queenie的小劇場 |
| ep4    | 11月23日 | 阿V與Queenie的小劇場 |

## 《暖男爸爸》班底自發拍攝致敬影片
2020年12月24日晚上九點半，劇中演員之一鄭中基設立的youtube頻道「機動電視台RTV」放出名為「假使聖誕原來不像你預期」的影片。此片由鄭中基連同劇中其他演員一同拍攝，和電視劇版《暖男爸爸》無任何關聯，純為啟發自其並致敬（影片封面有一行文字以粵語拼音和英文打出，譯：暖男爸爸冬季特別篇)，情節純屬虛構。
劇情講述阿伊（章尾而飾）被襲擊昏迷至平安夜甦醒後被林細榮（鄭中基飾）等人設計捉弄帶到預設的場地慶祝聖誕。角色如下：
| 演員            | 角色       | 備註                                                 |
| 鄭中基          | 林細榮     | BoLungGor之父。曾開設便利店，後結業                  |
| 章尾而          | 阿伊       | 曾在林細榮的便利店工作。後來被襲擊，昏迷至平安夜甦醒 |
| 強尼            | Lantau     |                                                      |
| 陳俞希          | Lantau伴侶 |                                                      |
| 李建邦          |            | 曾在林細榮的便利店工作                               |
| 岑樂怡          |            |                                                      |
| Ashi            | 瞎跳       |                                                      |
| 李昭南          |            |                                                      |
| Crisel Consunji |            |                                                      |
| 文凱玲          | 小英之母   |                                                      |
| 羅沛琪          | 小英乾媽   | 曾經商，後到大學讀書                                 |

The kids：
| 演員      | 角色      | 備註         |
| Jasper Ho | BoLongGor |              |
| 葉千浿    | 小英      |              |
| Juju      | Juju      | Jennifer之子 |
| Olivia    |           |              |

Special Appearance：
| 演員   | 角色     | 備註                                     |
| 方皓玟 | Yuki     |                                          |
| 余香凝 | Jennifer | 單親媽媽，林細榮等人進行派對的場地的店主 |

## 歌曲
| 歌曲名稱       | 性質                                    | 主唱 （原唱）          | 作曲                                                    | 填詞   |
| My Only One    | 主題曲                                  | 鄭中基                 | Sebastián Giraldo Obando、Fernando Tobon、Andres Munera | 小 雪  |
| 我代你哭       | 片尾曲 （第一、二、十五、十六、十七集） | 方皓玟 （鄭中基）      | 鄭中基                                                  | 林 夕  |
| 無賴           | 插曲、片尾曲 （第三、十四、十九集）     | 鄭中基                 | 李峻一                                                  | 李峻一 |
| 屁孩           | 插曲 （第四集）                         | JAYWalker              | 許明峰                                                  | 許明峰 |
| 分手總約在雨天 | 插曲 （第五集）                         | 方皓玟                 | 方皓玟                                                  | 方皓玟 |
| 無人像你       | 插曲、片尾曲 （第七集）                 | 方皓玟                 | 方皓玟                                                  | 方皓玟 |
| 已回不去       | 插曲 （第十一、十四集）                 | 章尾而                 | 章尾而                                                  | 章尾而 |
| 早早睡         | 插曲、片尾曲 （第十八集）               | Ashi、章尾而 （Ashi）  | Ashi                                                    | Ashi   |
| 好好說再見     | 插曲 （第二十集）                       | 陶 喆、關詩敏 （陶喆） | 陶 喆                                                   | 黃 婷  |

## 評價
直至到2022年2月上旬，此劇在豆瓣網的評分為8.7分，共有2,217人評價。

## 記事
- 2020年5月8日：監製率領劇中主要演員進行開鏡儀式，包括鄭中基、張可頤、Crisel Consunji、陳俞希、強尼、陳子豐、駱振偉、邵仲衡、章尾而、文凱玲。[7]
- 2020年10月21日：監製戚家基、何劍雄率領劇中主要演員出席記者會鄭中基、張可頤、Crisel Consunji、余香凝、文凱玲、章尾而、強尼、陳俞希、邵仲衡、駱振偉、岑樂怡、陳子豐。[8]
- 2020年10月25日：22:45－23:00於ViuTV播映製作特輯《暖男爸爸製作特輯》（英語：Single Papa, The Making of）。
- 2020年10月30日：劇中演員陳子豐、李昭南、蔡寶欣、李建邦、曾贊學、強尼、陳俞希、王頌茵、文凱玲、監製/導演/編劇戚家基、監製/美術總監何劍雄透過Zoom在ViuTV官方Facebook專頁進行直播。[9]
- 2020年11月9日：劇中演員強尼、陳俞希透過Zoom在ViuTV官方Facebook專頁進行直播。[10]
- 2020年11月20日：劇中演員章尾而、文凱玲、張可頤、余香凝、陳子豐、岑樂怡、鄭中基、強尼、陳俞希、羅沛琪、李昭南、葉千浿於此劇播出大結局後，透過Zoom在ViuTV官方Facebook專頁進行直播。[11]

## 軼事
- 本劇男主角鄭中基時隔十八年，再次在香港電視劇擔演重要角色[12]。
- 本劇女主角張可頤時隔約七年，再次接拍香港電視劇（上一套劇集為2012年至2013年，港視製作的《來生不做香港人》）。
- 本劇為張可頤和劉江的首部ViuTV電視劇。比本劇早一週，在無綫電視翡翠台首播的《木棘証人》則為劉江在無綫電視的告別作，故可以看到劉江在香港兩個免費電視台，於同一時段播映的演出[13]。
- 本劇所有集數均被列入「PG家長指引」類別，因為每集的對白均有粗言穢語或粗俗用語。
- 本劇主要在中西區取景，包括奧卑利街、山道等。其餘地點還有：牛頭角勵業街熟食市場、九龍城合成糖水等[14]
- 本劇設Facebook及Instagram的官方專頁（Facebook：暖男爸爸 Single PaPa、IG：Singlepapahk），用作發布本劇拍攝花絮、番外篇等。本劇製作組更曾限時發售周邊商品，包括模型、劇中同款帆布袋及畫冊。

## 外部連結
- ViuTV：暖男爸爸 （页面存档备份，存于） （繁體中文）
- MakerVille：暖男爸爸 （页面存档备份，存于）
- ViuTV：暖男爸爸製作特輯 （繁體中文）
- 暖男爸爸的Facebook專頁
- 暖男爸爸的Instagram帳戶
- 豆瓣电影上《暖男爸爸》的資料 （简体中文）

## 電視節目的變遷
| 香港 ViuTV 星期一至五 21:30－22:30                           | 香港 ViuTV 星期一至五 21:30－22:30                          | 香港 ViuTV 星期一至五 21:30－22:30                          |
| ------------------------------------------------------------ | ----------------------------------------------------------- | ----------------------------------------------------------- |
|                                                              | 暖男爸爸 （2020年10月26日－2020年11月20日）                 |                                                             |
| 熟女強人 （2020年9月28日－2020年10月23日）                   | 男排女將 （2020年11月23日－2020年12月18日）                 |                                                             |
| 香港 ViuTV 星期六 14:00－16:00                               |                                                             |                                                             |
| 二月廿九 （第1－4集，重播） （2021年4月10日－2021年4月17日） | 暖男爸爸 （第1－4集，重播） （2021年4月24日－2021年5月1日） | 男排女將 （第1－4集，重播） （2021年5月8日－2021年5月15日） |